# Naďa Mertová
Naďa Mertová, tjeckoslovakisk orienterare som tog brons i stafett vid VM 1972.